# Francisco José I de Liechtenstein
Francisco José I (Milão, 19 de novembro de 1726 — Metz, 18 de agosto de 1781) foi o príncipe soberano de Liechtenstein de 1772 até a sua morte. Era sobrinho de José Venceslau.

## Biografia
Francisco José foi reconhecido como herdeiro ao trono de Liechtenstein com a morte de todos os filhos homens de José Venceslau, em 1723. Ele lutou ao lado de seu tio na Batalha de Placência, ao norte da Itália, uma vitória do Sacro Império Romano-Germânico do qual Liechtenstein fazia parte. 
Em 1763, Francisco José representou o Sacro Imperador na Espanha, com a missão de entregar à noiva do então arquiduque Leopoldo um quadro deste. Em 1767, ele tornou-se membro do Conselho Privado, recebendo, em 1771, a Ordem do Tosão de Ouro. 
Quando Francisco José finalmente se tornou o príncipe soberano de Liechtenstein, ele demonstrou interesse em recuperar a economia e expandiu sua coleção de arte.

## Descendência
De seu casamento com Maria Leopoldina de Sternberg (1733-1809), Francisco José I teve três filhas e cinco filhos, dos quais Aloísio I e João I José merecem maior destaque.